# Melò (album)
Melò è il decimo album dei Matia Bazar, pubblicato dalla Compagnia Generale del Disco su vinile (catalogo CGD 20639), musicassetta (30 CGD 20639) e CD (CDS 6059) nel 1987.

## Descrizione
Ristampato su CD, da Seven Seas (catalogo K32Y 2132) per il mercato giapponese nel 1988, da Virgin Dischi (243 8 42784 2) con rimasterizzazione nel 1997.
Reso disponibile per il download digitale dalla EMI Italiana nel 2011.

## I brani
- Noi, Mi manchi ancora
Sono le due canzoni presentate dal gruppo al Festivalbar 1987. Nel 1995 sono state interpretate da Laura Valente e inserite nell'album Radiomatia.
- Oggi è già domani... Intorno a mezzanotte Cover, adattamento di 'Round Midnight, di Thelonious Monk.

## Tracce
Lato A
1. Noi (versione album) – 5:06 (testo: Aldo Stellita – musica: Sergio Cossu)
2. Mi manchi ancora – 5:25 (testo: Aldo Stellita – musica: Antonella Ruggiero, Sergio Cossu)
3. Ai confini della realtà – 4:20 (testo: Marco Guzzetti, Aldo Stellita – musica: Sergio Cossu)
4. Oggi è già domani... Intorno a mezzanotte ('Round Midnight) – 4:50 (testo: Ermanno Capelli, Aldo Stellita – musica: Cootie Williams, Thelonious Monk)

Lato B
1. Aria – 5:20 (testo: Aldo Stellita – musica: Antonella Ruggiero)
2. In nome della luna piena – 4:19 (testo: Marco Guzzetti, Aldo Stellita – musica: Sergio Cossu)
3. Grande piccolo mondo – 4:33 (testo: Aldo Stellita – musica: Antonella Ruggiero, Sergio Cossu)
4. Dieci piccoli indiani – 4:41 (testo: Aldo Stellita – musica: Sergio Cossu)
5. Vaghe stelle dell'Orsa – 3:46 (testo: Aldo Stellita – musica: Riccardo Giagni, Sergio Cossu)

## Formazione
Gruppo
- Antonella Ruggiero - voce
- Sergio Cossu - tastiere, programmazione
- Carlo Marrale - chitarre, voce
- Aldo Stellita - basso
- Giancarlo Golzi - percussioni

Altri musicisti
- Serse May - programmazione
- Paolo Gianolio - sovrapposizioni di chitarra (registrate al Pick Up Studio di Bologna)
- Jacopo Jacopetti - sassofono tenore

## Classifiche
| Classifica (1987) | Posizione raggiunta |
| ----------------- | ------------------- |
| Italia            | 5                   |
| Paesi Bassi       | 68                  |